# Chiến dịch Rafah

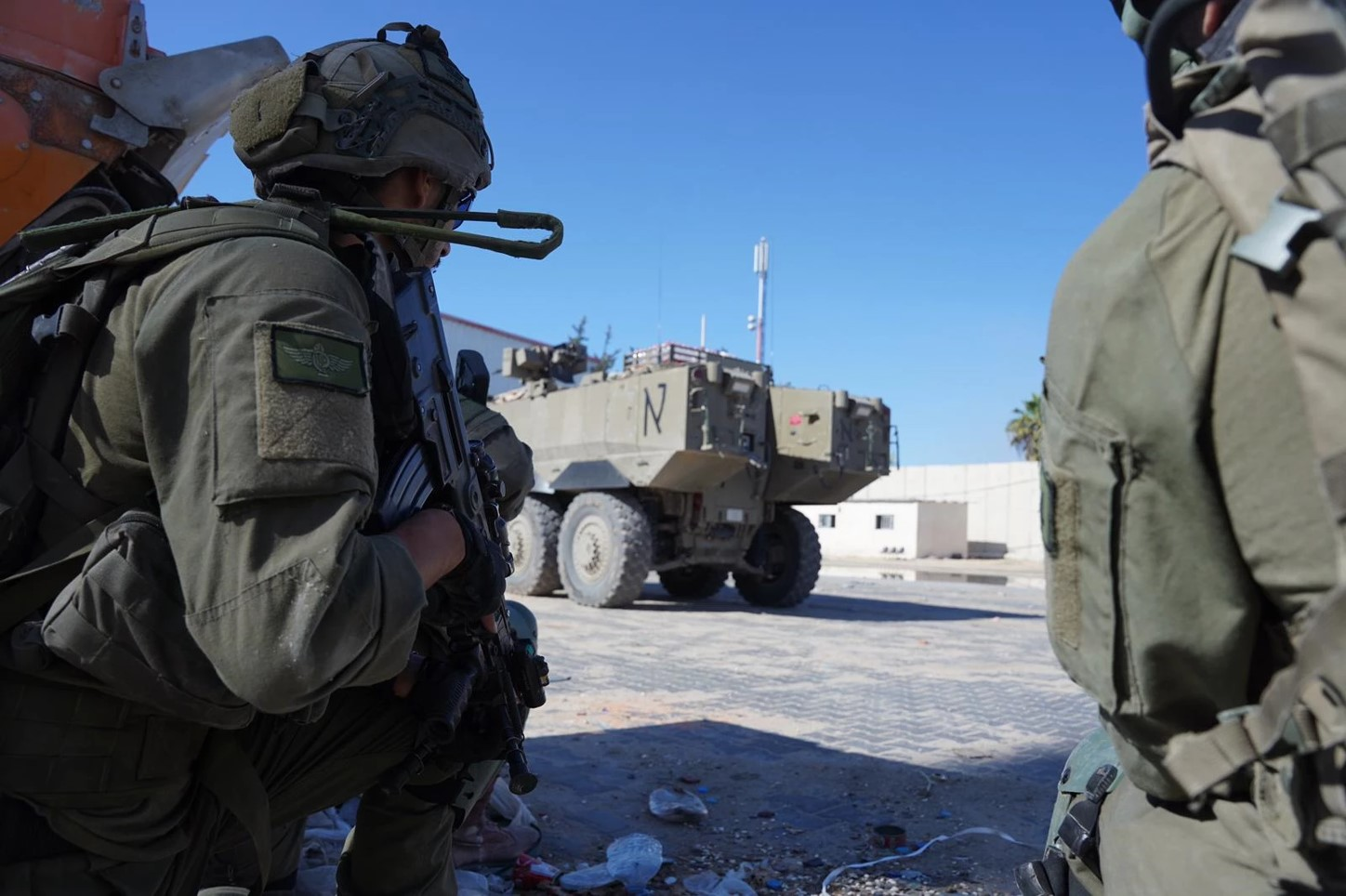
Lực lượng IDF đã chiếm Rafah

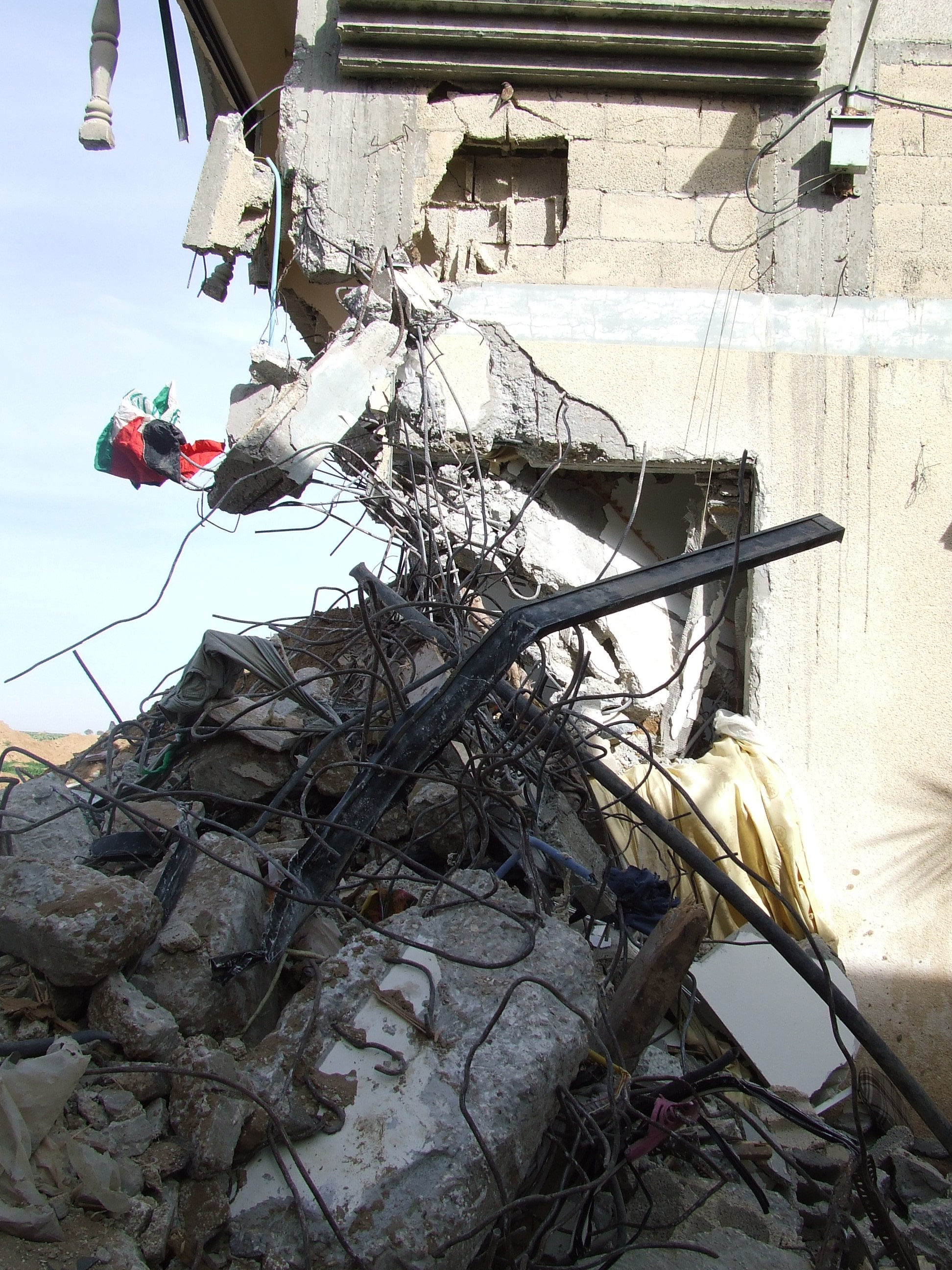
Đống đổ nát ở Khoza'a

Chiến dịch Rafah (Rafah offensive) là một chiến dịch quân sự do Israel tiến hành vào ngày 6 tháng 5 năm 2024 tại thành phố Rafah, nằm ở cực nam Dải Gaza, giáp với biên giới Ai Cập. Quân đội Israel đã bắt đầu một cuộc tấn công quân sự trong và xung quanh thành phố Rafah như một phần của cuộc xâm lược Dải Gaza của Israel (2023–nay) của nhà nước Do Thái liên tục nhắm vào Dải Gaza trong cuộc chiến tranh Gaza. Vào đầu tháng 5 năm 2024, khi các cuộc đàm phán ngừng bắn bị đình trệ, Israel đã chuẩn bị cho một chiến dịch và ra lệnh di tản khỏi phía đông Rafah. Rafah là nơi trú ẩn cuối cùng của hàng triệu người Palestine di tản từ các khu vực khác của Dải Gaza để lánh nạn chiến sự. Israel coi Rafah là thành trì cuối cùng của lực lượng Hamas và cho rằng các chỉ huy Hamas đang ẩn náu cùng với các đường hầm quân sự tại đây. Chiến dịch này đã vấp phải sự phản đối và lên án gay gắt từ cộng đồng quốc tế, bao gồm Liên Hợp Quốc và nhiều quốc gia, vì lo ngại về một thảm họa nhân đạo tồi tệ do số lượng lớn dân thường tập trung ở Rafah. 
Vào ngày 6 tháng 5 năm 2025, Hamas đã chấp nhận một thỏa thuận ngừng bắn do Ai Cập và Qatar đề xuất, nhưng nội các chiến tranh của Israel đã nhất trí bác bỏ vì nó "xa rời những yêu cầu cần thiết của Israel" và chỉ ra rằng những cuộc tấn công sẽ tiếp tục được kích hoạt. Israel ban đầu có kế hoạch mở một cuộc càn quét hai sư đoàn trên khắp thành phố, nhưng Tổng thống Hoa Kỳ Joe Biden coi một cuộc tấn công lớn vào Rafah là "ranh giới đỏ" không thể vượt qua. Điều này buộc Israel phải thu hẹp hoạt động xuống còn chiếm biên giới để phong tỏa việc buôn lậu vũ khí vào Gaza, và dựa vào các cuộc đột kích có mục tiêu vào Rafah. Sau khi bị từ chối, Israel đã tiến hành không kích vào Rafah, tiến vào rìa thành phố và chiếm giữ cửa khẩu Rafah, đóng cửa nó. IDF đã tiến vào các khu vực đông dân cư của thành phố vào ngày 14 tháng 5 năm 2024 Israel tuyên bố rằng chiến dịch sẽ không dừng lại trừ khi Hamas bị tiêu diệt hoặc các con tin được thả ra ngay lập tức và vô điều kiện. 
Vào ngày 24 tháng 5 năm 2025, sau nhiều lần câu giờ, Tòa án Công lý Quốc tế đành phải ra lệnh dừng ngay lập tức cuộc tấn công nhưng đã bị lập trường Israel bác bỏ. Tác động nhân đạo của các chiến dịch của Israel là rất lớn. Hơn 1 triệu người Palestine đã được sơ tán đến các khu vực bị cáo buộc là không an toàn và thiếu nguồn cung cấp cho sinh hoạt. Ngoài ra, các sự kiện liên quan đến cuộc tấn công đã dẫn đến việc đóng cửa tạm thời cửa khẩu Kerem Shalom và cửa khẩu Rafah, làm trầm trọng thêm cuộc khủng hoảng nhân đạo ở Gaza. Đến cuối tháng 8 năm 2024, hình ảnh vệ tinh cho thấy gần 44 phần trăm tổng số tòa nhà ở Rafah đã bị hư hại hoặc phá hủy kể từ khi Israel bắt đầu tấn công thành phố. Vào ngày 1 tháng 9 năm 2024, IDF đã thu hồi được thi thể của sáu con tin dân sự bị bắt cóc trong vụ thảm sát lễ hội Nova từ một đường hầm ở Rafah. Phía Israel cho biết khi khám nghiệm tử thi cho thấy họ đã bị giết ở cự ly gần chỉ một thời gian ngắn trước khi được giải cứu. Vào ngày 17 tháng 10 năm 2025, thủ lĩnh Hamas Yahya Sinwar đã bị lực lượng IDF giết chết tại Rafah.